# Saint-Antonin-du-Var
Pour les articles homonymes, voir Saint-Antonin.
Saint-Antonin-du-Var est une commune française située dans le département du Var, en région Provence-Alpes-Côte d'Azur.
Ses habitants sont les Antonais.

## Géographie

### Localisation
Située au cœur d'une région vallonnée, drainée par le « Vallon de la Sargle », et plusieurs ruisseaux affluents, qui se jettent dans l'Argens.
Saint-Antonin est à 190 m d'altitude, à l'écart des grands axes routiers, à 6 km d'Entrecasteaux, à 7 km de Lorgues et à 14 km de Salernes.
Draguignan, la sous-préfecture dont dépend le village, est à 21 km.

### Les hameaux de la commune
- Au nord : Mentone, Massebœuf,
- Au sud : les Bigons, les Simon, Mappe, les Brunets, les Capucins (en ruine), les Grangues,
- À l'est : la Caravane,
- À l'ouest : les Bastides d'Estelle.

### Intercommunalité
Saint-Antonin-du-Var fait partie de la communauté de Dracénie Provence Verdon agglomération (ex-Communauté d'Agglomération Dracénoise) qui regroupe vingt-trois communes du département du Var, dont Draguignan, de 110 019 habitants en 2019, créée le 31 octobre 2000.
| Salernes      | Villecroze           | Flayosc |
| Entrecasteaux | Saint-Antonin-du-Var | Lorgues |
|               | Le Thoronet          |         |

### Relief, géologie et hydrogéologie
Cours d'eau sur la commune ou à son aval :
- fleuve l'Argens ;
- vallons de Pierre Ambert ; des Miquelets ; de la Font de l'Évoué ; du Colledar ; de Sargles ; de Mousteïrol ; des Oussiayes ;
- ruisseau de Bouillidoux.

## Toponymie
Sant-Antounin-dóu-Var en provençal de norme mistralienne et Sant-Antonin-dau-Var en provençal classique. Le nom du village rappelle celui de Saint Antonin (1389-1459), était évêque de Florence, en Italie.

## Histoire
La présence romaine est attestée par la découverte de nombreux tessons de céramique à Saint-Antonin, d'une nécropole à Cagnosc et d'un pressoir aux Salgues.
En 1135, Saint-Antonin est un hameau qui dépend d'Entrecasteaux, regroupé autour de la chapelle Notre-Dame-de-l'Assomption. Il a été cité cette année-ci "Sanctus Antoninus de Inter Castellis".
Cet ancien hameau n'a accédé au rang de commune qu'en 1954.

## Politique et administration

### Liste des maires
| Période                                  | Période  | Identité           | Étiquette | Qualité |
| ---------------------------------------- | -------- | ------------------ | --------- | ------- |
| Les données manquantes sont à compléter. |          |                    |           |         |
| 1954                                     | 1995     | M. Jean Fustier    |           |         |
| 1995                                     | 2008     | M. Roger Volpi     |           |         |
| 2008                                     | En cours | M. Serge Baldecchi | DVD       |         |

### Climat
Pour des articles plus généraux, voir Climat de Provence-Alpes-Côte d'Azur et Climat du Var.
En 2010, le climat de la commune est de type climat méditerranéen franc, selon une étude du Centre national de la recherche scientifique s'appuyant sur une série de données couvrant la période 1971-2000. En 2020, Météo-France publie une typologie des climats de la France métropolitaine dans laquelle la commune est exposée à un climat méditerranéen et est dans une zone de transition entre les régions climatiques « Provence, Languedoc-Roussillon » et « Var, Alpes-Maritimes ». 
Pour la période 1971-2000, la température annuelle moyenne est de 14 °C, avec une amplitude thermique annuelle de 16,5 °C. Le cumul annuel moyen de précipitations est de 848 mm, avec 6,5 jours de précipitations en janvier et 2,1 jours en juillet. Pour la période 1991-2020, la température moyenne annuelle observée sur la station météorologique de Météo-France la plus proche, « Entrecasteaux », sur la commune d'Entrecasteaux à 4 km à vol d'oiseau, est de 14,9 °C et le cumul annuel moyen de précipitations est de 804,5 mm. 
La température maximale relevée sur cette station est de 41,5 °C, atteinte le 5 août 2017 ; la température minimale est de −10 °C, atteinte le 12 février 2012,,. 
Les paramètres climatiques de la commune ont été estimés pour le milieu du siècle (2041-2070) selon différents scénarios d'émission de gaz à effet de serre à partir des nouvelles projections climatiques de référence DRIAS-2020. Ils sont consultables sur un site dédié publié par Météo-France en novembre 2022.

## Urbanisme

### Typologie
Au 1er janvier 2024, Saint-Antonin-du-Var est catégorisée commune rurale à habitat dispersé, selon la nouvelle grille communale de densité à sept niveaux définie par l'Insee en 2022.
Elle est située hors unité urbaine et hors attraction des villes,.

### Occupation des sols
L'occupation des sols de la commune, telle qu'elle ressort de la base de données européenne d’occupation biophysique des sols Corine Land Cover (CLC), est marquée par l'importance des forêts et milieux semi-naturels (58,6 % en 2018), en diminution par rapport à 1990 (62,7 %). La répartition détaillée en 2018 est la suivante : 
forêts (56,7 %), cultures permanentes (26 %), zones agricoles hétérogènes (12 %), zones urbanisées (3,3 %), milieux à végétation arbustive et/ou herbacée (1,9 %). L'évolution de l’occupation des sols de la commune et de ses infrastructures peut être observée sur les différentes représentations cartographiques du territoire : la carte de Cassini (XVIIIe siècle), la carte d'état-major (1820-1866) et les cartes ou photos aériennes de l'IGN pour la période actuelle (1950 à aujourd'hui).

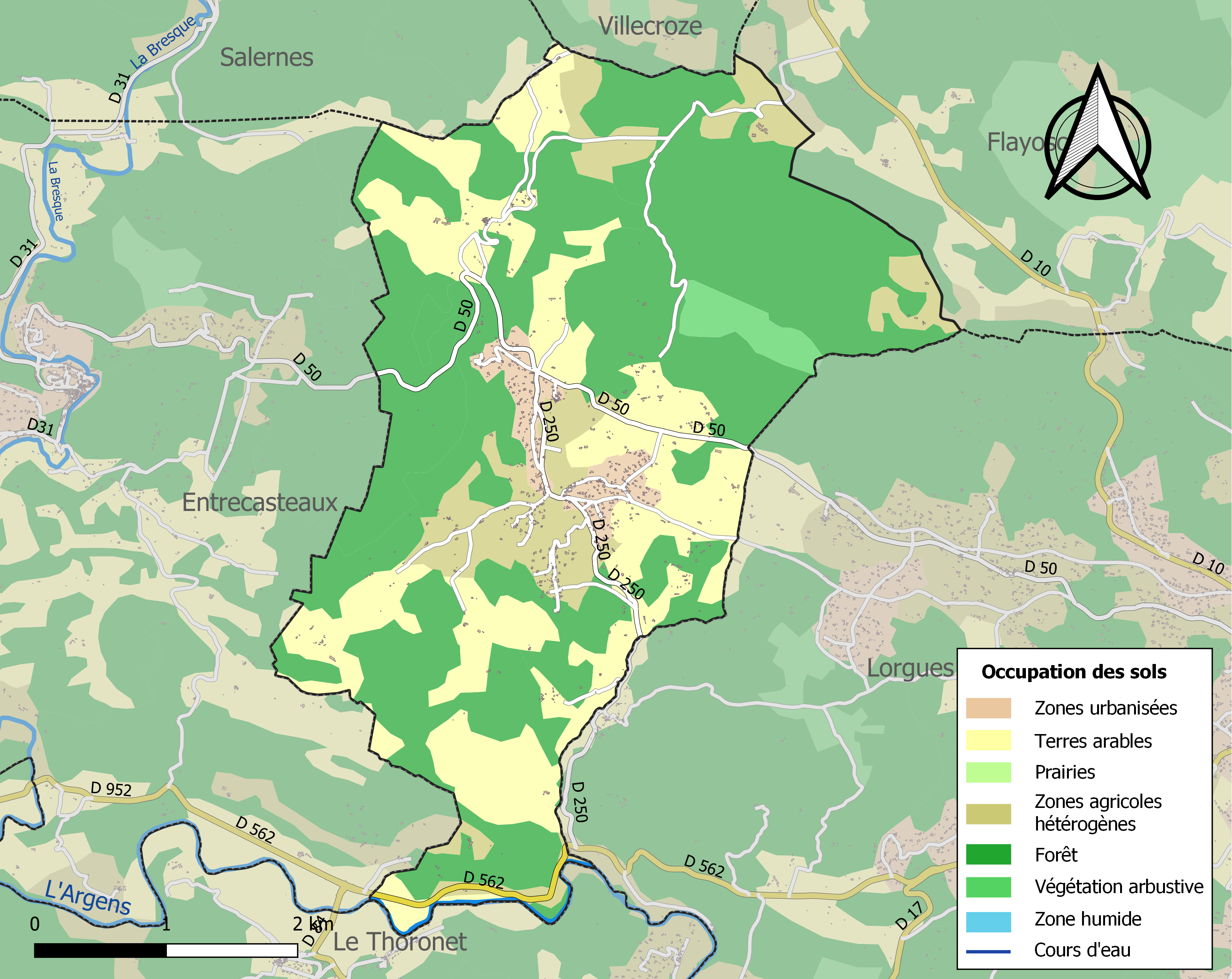
Carte des infrastructures et de l'occupation des sols de la commune en 2018 (CLC).

### Budget et fiscalité 2020

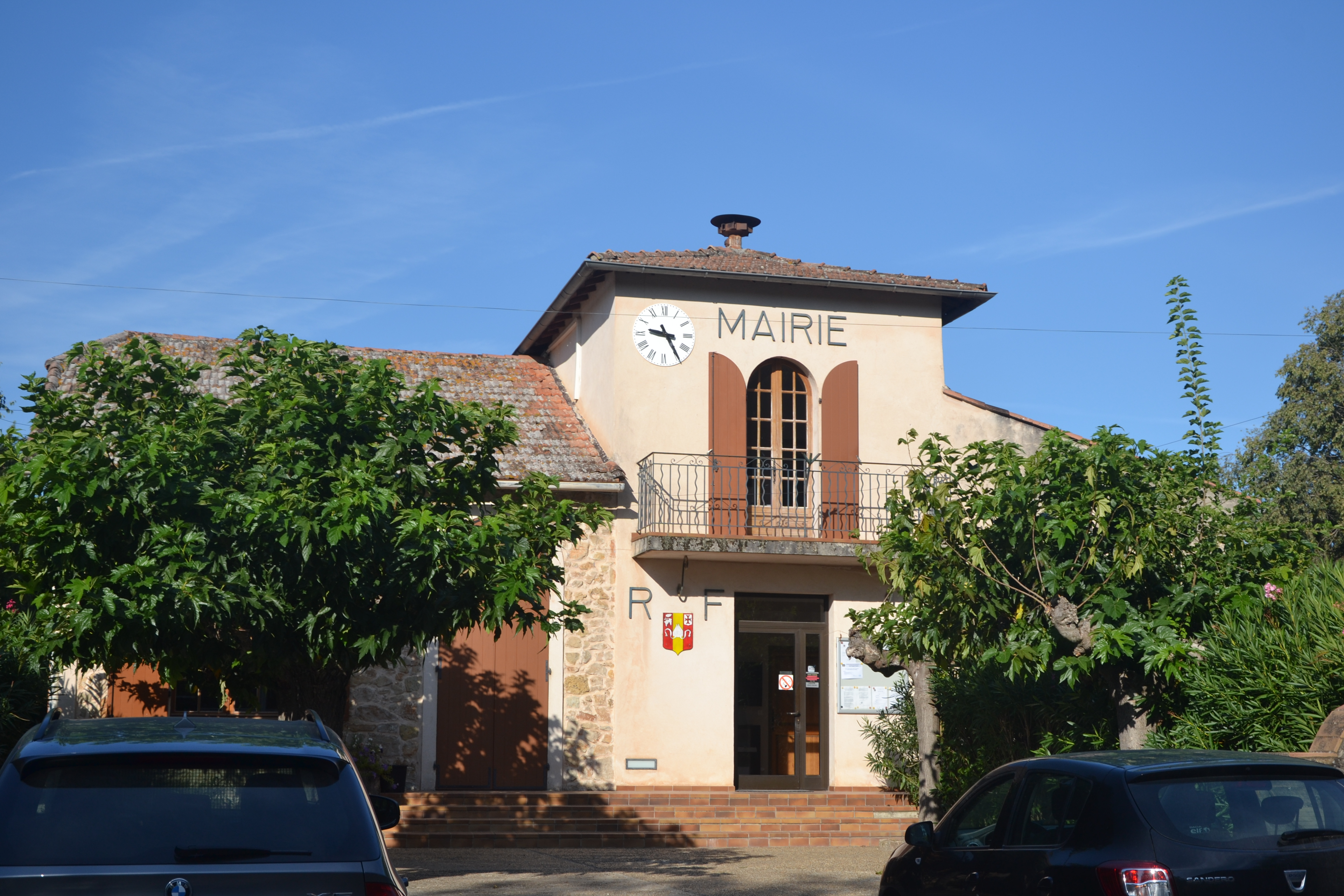
Mairie de Saint-Antonin-du-Var.

En 2020, le budget de la commune était constitué ainsi :
- total des produits de fonctionnement : 675 000 €, soit 897 € par habitant ;
- total des charges de fonctionnement : 762 000 €, soit 1 040 € par habitant ;
- total des ressources d’investissement : 418 000 €, soit 554 € par habitant ;
- total des emplois d’investissement : 373 000 €, soit 494 € par habitant ;
- endettement : 261 000 €, soit 346 € par habitant.

Avec les taux de fiscalité suivants :
- taxe d’habitation : 6,00 % ;
- taxe foncière sur les propriétés bâties : 7,03 % ;
- taxe foncière sur les propriétés non bâties : 44,24 % ;
- taxe additionnelle à la taxe foncière sur les propriétés non bâties : 0 % ;
- Cotisation foncière des entreprises : 0 %.

Chiffres clés Revenus et pauvreté des ménages en 2018 : Médiane en 2018 du revenu disponible,  par unité de consommation : 20 680 €.

## Population et société

### Démographie
L'évolution du nombre d'habitants est connue à travers les recensements de la population effectués dans la commune depuis 1962. Pour les communes de moins de 10 000 habitants, une enquête de recensement portant sur toute la population est réalisée tous les cinq ans, les populations de référence des années intermédiaires étant quant à elles estimées par interpolation ou extrapolation. Pour la commune, le premier recensement exhaustif entrant dans le cadre du nouveau dispositif a été réalisé en 2008.

En 2022, la commune comptait 808 habitants, en évolution de +8,6 % par rapport à 2016 (Var : +4,98 %, France hors Mayotte : +2,11 %).
| 1962 | 1968 | 1975 | 1982 | 1990 | 1999 | 2006 | 2008 | 2013 |
| ---- | ---- | ---- | ---- | ---- | ---- | ---- | ---- | ---- |
| 300  | 313  | 288  | 365  | 405  | 482  | 585  | 614  | 717  |

| 2018 | 2022 | - | - | - | - | - | - | - |
| ---- | ---- | - | - | - | - | - | - | - |
| 737  | 808  | - | - | - | - | - | - | - |

### Enseignement
La commune dépend de l'académie de Nice. Les élèves commencent leur scolarité à l'école primaire de Saint-Antonin-du-Var (68 enfants). Sa directrice est Brigitte Giraud.
Les établissements scolaires les plus proches :
- collèges à Lorgues, Le Cannet-des-Maures, Le Luc, Draguignan ;
- lycées à Lorgues, Draguignan.

### Santé
- Les professionnels et établissements de santé les plus proches sont à Lorgues, Draguignan[30].
- L'hôpital le plus proche est le Centre hospitalier de la Dracénie et se trouve à Draguignan, à 20 km[31],[32]. Il dispose d'équipes médicales dans la plupart des disciplines[33] : pôles médico-technique ; santé mentale ; cancérologie ; gériatrie ; femme-mère-enfant ; médecine-urgences ; interventionnel.

### Cultes
La paroisse catholique "Lorgues, Le Thoronet, Saint-Antonin" : église de Notre Dame de l'Assomption de Saint-Antonin dépend du diocèse de Fréjus-Toulon, doyenné de Draguignan.

## Économie

### Commerce et artisanat
- Divers artistes (peintres, sculpteur...) des artisans (un pâtissier, des menuisiers, des potiers...), boulangerie et un magasin d'alimentation sont au cœur du village[35].

### Agriculture
- La coopérative « Les Treilles d'Antonin »[36],[37] et des vignerons indépendants comme la « Bastide des Prés »[38], le Château Mentone[39] ou ceux des Sarrins[40] et le Domaine viticole du Clos d'Alari[41] offrent une palette très diversifiée des vins de la commune[42].

### Tourisme
- Hôtel-restaurant « Lou Cigaloun », Bistrot de pays[43],[44],[45].
- Chambres d'hôtes, meublés, gîtes[46].

## Culture locale et patrimoine

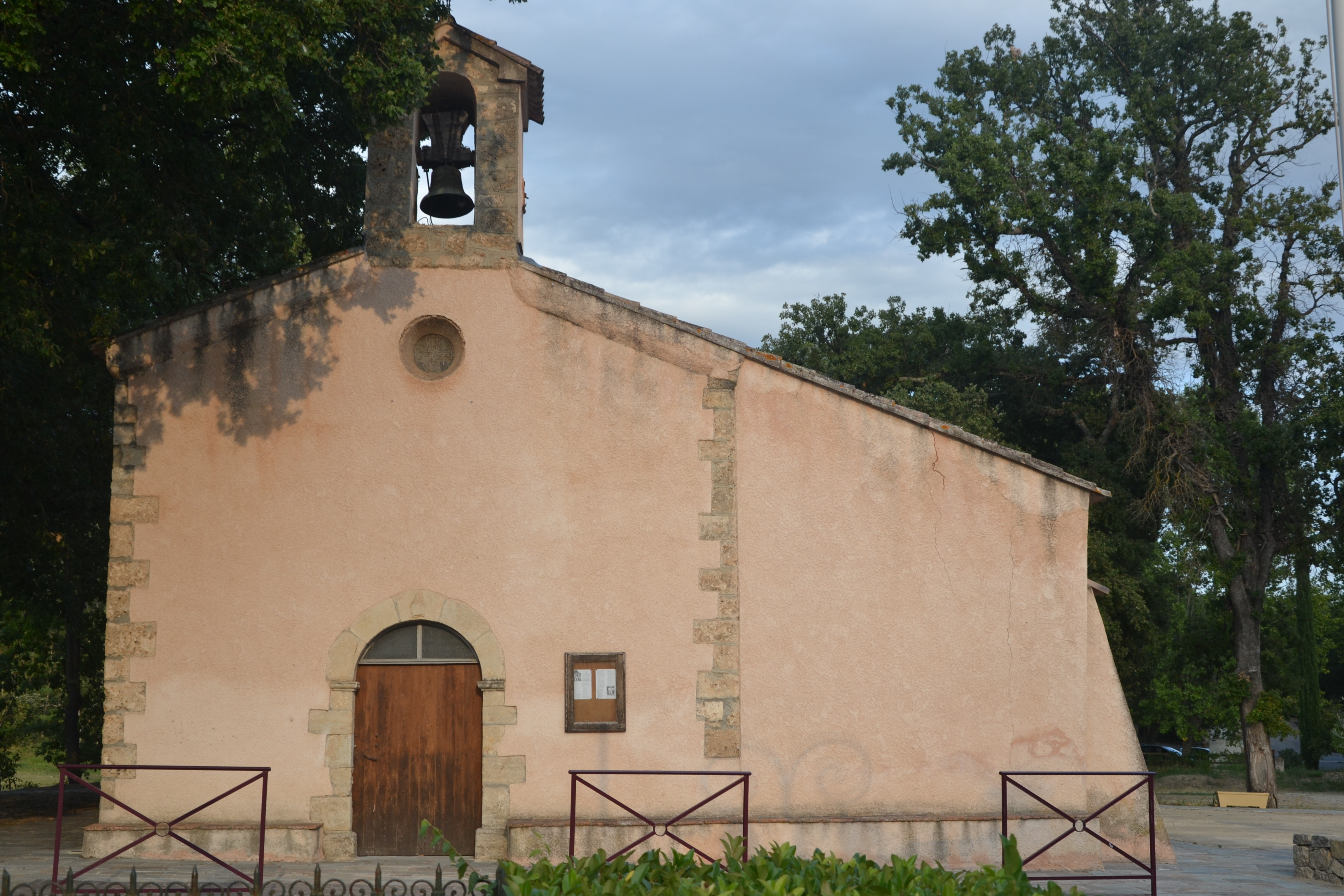
Église paroissiale.
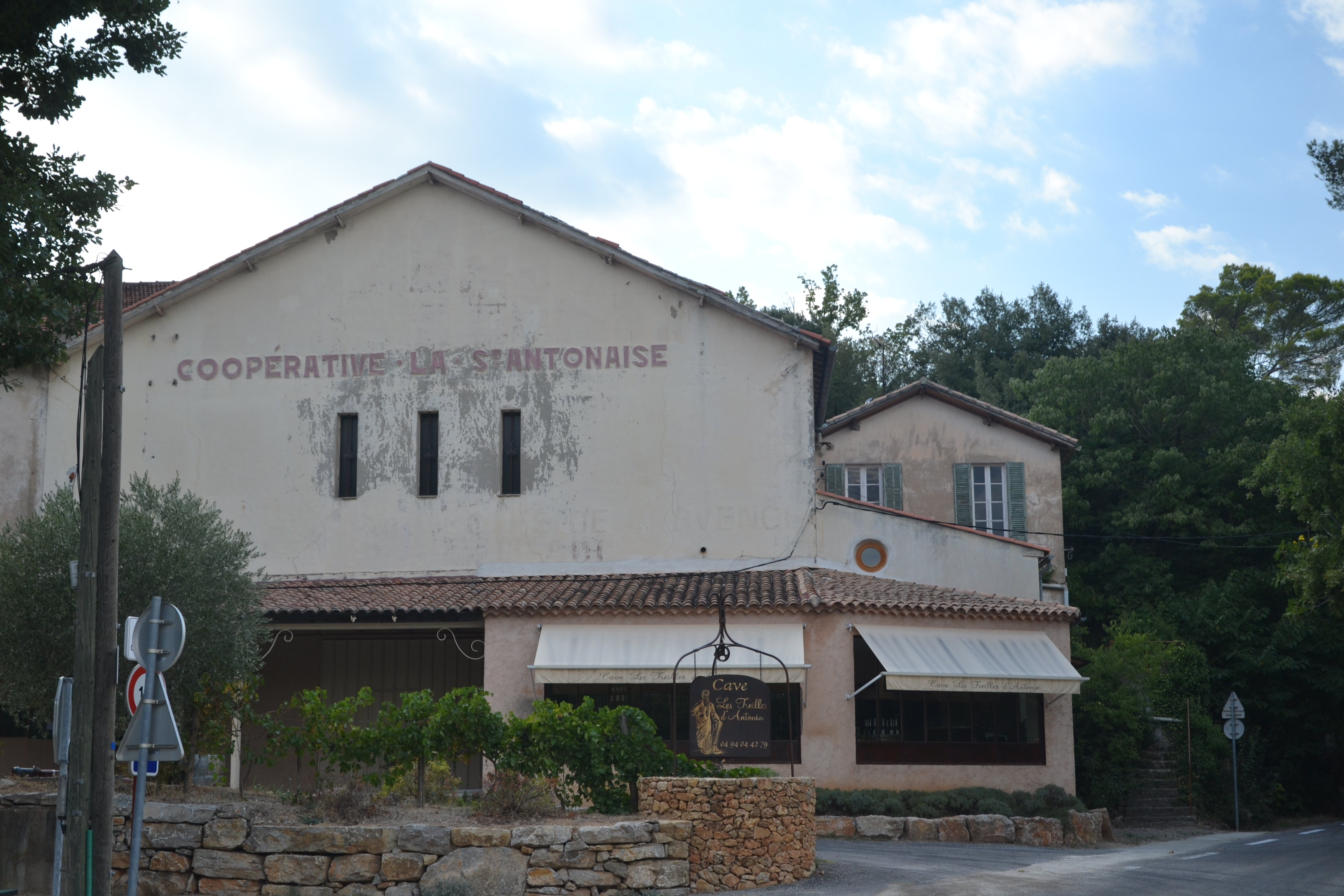
Cave coopérative.
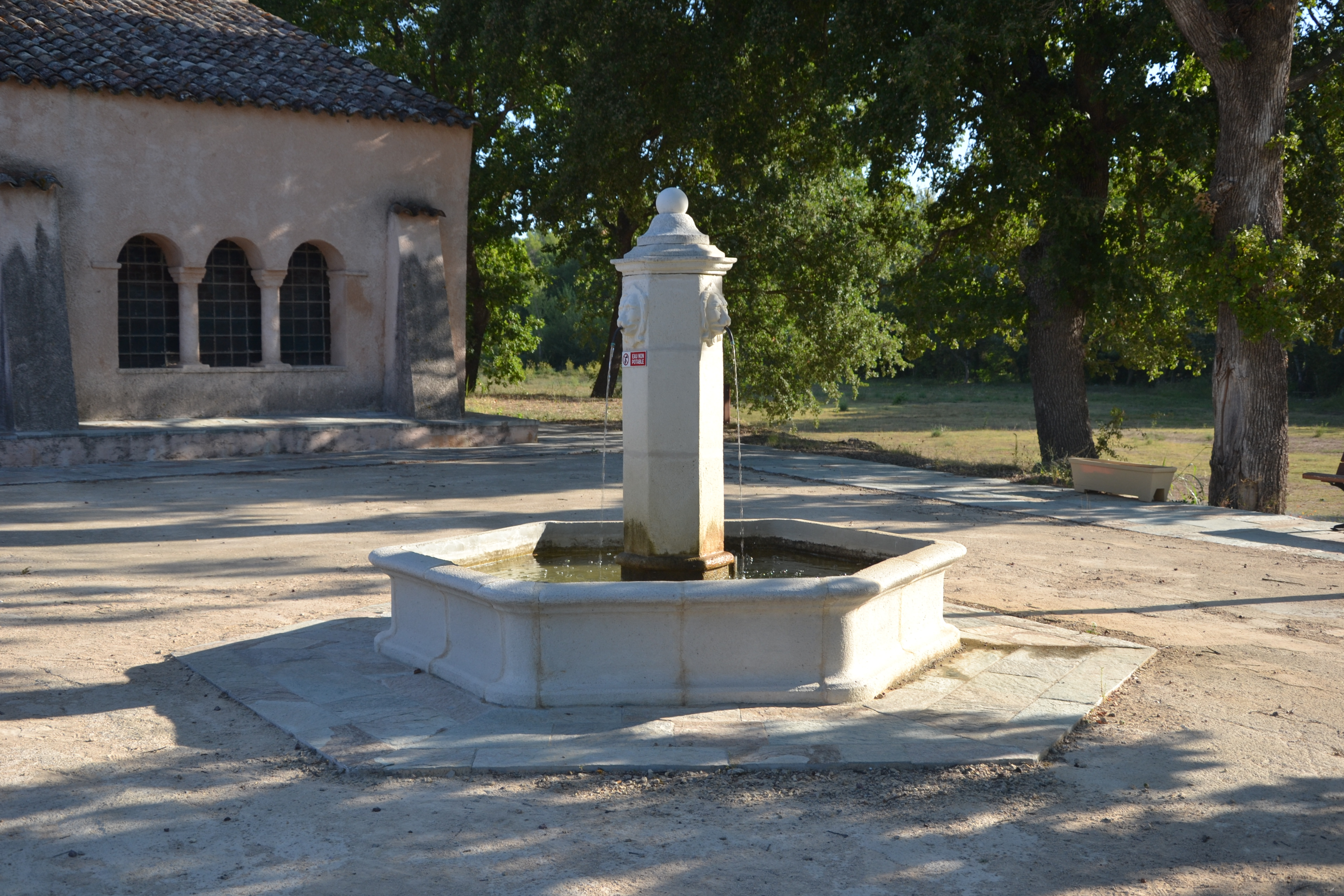
Fontaine.
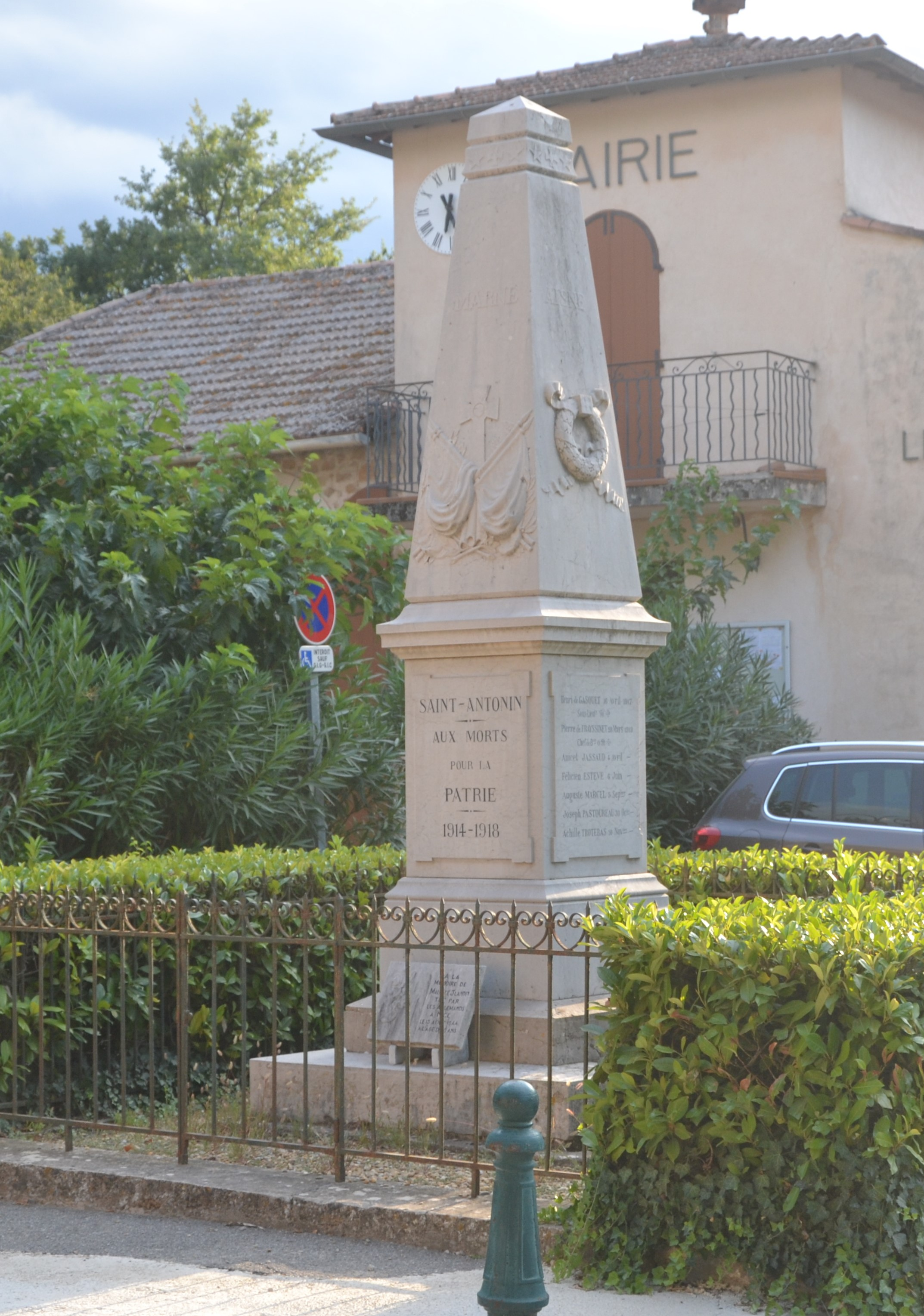
Monument aux morts.

### Lieux et monuments
- L'église Notre-Dame-de-l'Assomption[47] : citée en 1038, elle fut plusieurs fois restaurée et présente aujourd'hui sur sa façade sur trois larges baies à triple arcature en plein-cintre reposant sur de fines colonnes aux chapiteaux historiés. Les murs extérieurs sont étayés par des très puissants contreforts. Sa façade principale, ouverte d'un portail très simple et percée d'un oculus, est surmontée d'un clocheton à baie.
- Monument aux morts[48],[49].
- Fontaine de village.
- Saint-Antonin a de nombreux châteaux et Domaines :
  - châteaux de Salgues[50],
  - du Clos (XVIIe siècle)[51],
  - de Vaubelette[52],
  - et de Mentonne[53],[54].
- Grotte au lieu-dit des Saintes, abritant des reliques[55].

### Personnalités liées à la commune
- Zarou (1930-2013), artiste peintre, vécut à Saint-Antonin-du-Var.

### Blasonnement
|  | Les armoiries de Saint-Antonin-du-Var se blasonnent ainsi : De gueules au pal d'or, à la mitre d'argent brochant sur le tout, accompagnée, au canton dextre du chef, d'une grappe de raisin tigée et feuillée du même et, au canton senestre du chef, d'un écusson aussi d'argent à la croix alésée pattée de gueules. |